# Mágneses szuszceptibilitás
Egy anyag mágneses szuszceptibilitása megmutatja, hogy az anyagra ható mágneses tér milyen mértékben mágnesezi át.

## A mágneses szuszceptibilitás meghatározása
A mágneses szuszceptibilitás {\displaystyle \chi _{v}} (vagy: {\displaystyle \chi }, néha {\displaystyle \chi _{m}} az elektromos szuszceptibilitástól történő megkülönböztetés miatt) az alábbi összefüggés határozza meg:
{\displaystyle \mathbf {M} =\chi _{v}\mathbf {H} }
ahol a mértékegységek SI –ben kifejezve:
- M az anyag mágnesezettsége amper per méterben
- H a mágneses térerősség, szintén amper per méterben.

A mágneses indukció B és a H viszonya:
{\displaystyle \mathbf {B} \ =\ \mu _{0}(\mathbf {H} +\mathbf {M} )\ =\ \mu _{0}(1+\chi _{v})\mathbf {H} \ =\ \mu \mathbf {H} }
ahol μ0 a mágneses konstans és {\displaystyle (1+\chi _{v})} az anyag relatív permeabilitása.
Így az összefüggés {\displaystyle \chi _{v}} és a {\displaystyle \mu } között a következő:
{\displaystyle \mu =\mu _{0}(1+\chi _{v})\,}
Esetenként egy kiegészítő mennyiséget (mágnesezés intenzitása, mágneses polarizációnak is hívják: J) is mérnek tesla-ban:
{\displaystyle \mathbf {I} =\mu _{0}\mathbf {M} \,}
Ez lehetővé teszi a mágnesezési jelenség egy alternatív leírását az I és B mennyiségekkel kifejezve, szemben az általánosan használt M és H értékekkel.

## Összefüggés az SI és CGS egységek között
A definíciókat általában SI egységekben adják meg. Több táblázatban a mágneses szuszceptibilitás CGS egységekben szerepel.
CGS egységekben:
{\displaystyle \mathbf {B} ^{\text{cgs}}\ =\ \mathbf {H} ^{\text{cgs}}+4\pi \mathbf {M} ^{\text{cgs}}\ =\ (1+4\pi \chi _{v}^{\text{cgs}})\mathbf {H} ^{\text{cgs}}}
A dimenzió nélküli CGS értéket 4π–vel szorozva kapjuk a dimenzió nélküli SI értéket:
{\displaystyle \chi _{v}^{\text{SI}}=4\pi \chi _{v}^{\text{cgs}}}
Például, a víz mágneses szuszceptibilitása
20 °C-on : −7.19×10−7 , amely −9.04×10−6 SI-ben kifejezve.

## Tömeg szuszceptibilitás és a moláris szuszceptibilitás
Két másik mértéke is van a szuszceptibilitásnak, a tömeg mágneses szuszceptibilitás (χmass vagy χg, néha χm), amelyet m3•kg−1 SI vagy cm3•g−1 CGS-ben mérnek és a moláris mágneses szuszceptibilitás (χmol), amelyek mértékegysége3•mol−1 (SI) vagy cm3•mol−1 (CGS). Definíciói: ahol ρ a sűrűség kg•m−3 (SI) vagy g•cm−3 (CGS) és M, a moláris tömeg kg•mol−1 (SI) vagy g•mol−1 (CGS).
{\displaystyle \chi _{\text{mass}}=\chi _{v}/\rho }
{\displaystyle \chi _{\text{mol}}=M\chi _{\text{mass}}=M\chi _{v}/\rho }

## A szuszceptibilitás előjele és más típusú mágnesességek
Ha χv pozitív, akkor (1+χv) > 1 (vagy CGS-ben, (1+4πχv) > 1) és az anyag lehet paramágneses, ferromágneses vagy antiferromágneses.
Ebben az esetben az anyag jelenléte erősíti a mágneses teret.
Ezzel szemben, ha χv negatív, akkor (1+χv) < 1 (vagy CGS-ben: (1+4πχv) < 1), és az anyag diamágneses. Ennek eredményeként az anyag jelenléte gyengíti a mágneses teret.

## A szuszceptibilitás meghatározásának kísérleti módszerei
A mágneses szuszceptibilitást mérése a mágneses tér gradiense hatására ébredő erő mérésére vezethető vissza.
Korai méréseket a ’Gouy balance’ módszerével végezték, amikor a mintát egy elektromágnes pólusai között függesztették fel. A súlyban történő változás arányos a mágneses szuszceptibilitással. Napjainkban szupravezető mágneseket használnak a méréskor. Egy másik módszer az erő változásának mérése, amikor egy mágnest helyeznek a minta helyére. Ezt széles körben alkalmazzák (Ennek neve: Evans balance). Folyékony minták esetén a szuszceptibilitás az NMR frekvencia függéssel mérhető a formája vagy orientációjától függően.

## Tenzorszuszceptibilitás
A legtöbb kristálynak a mágneses szuszceptibilitása nem skalármennyiség. A mágneses válasz, M függ a minta orientációjától és az alkalmazott H tér irányától eltérő lehet. Ilyen esetekben a szuszceptibilitást tenzorként definiáljuk:
{\displaystyle M_{i}=\Sigma \chi _{ij}H_{j}}
ahol i és j az alkalmazott térre és mágnesezésre vonatkozik (pl. x, y és z karteziánus koordináta-rendszerben). Így a tenzor leírja az alkalmazott j-edik irányú tér i-edik irányú mágneses komponensét.

## Differenciális szuszceptibilitás
Ferromágneses kristályokban M és H közötti összefüggés nemlineáris.
Ezt kezelendő egy általánosabb definíciót, a differenciális szuszceptibilitás definícióját használják:
{\displaystyle \chi _{ij}^{d}={\frac {\partial M_{i}}{\partial H_{j}}}}
ahol {\displaystyle \chi _{ij}^{d}} egy tenzor az M komponens parciális deriváltjából származtatva, figyelembe véve a H komponenst. Amikor az anyag koercivítása, amely párhuzamos az alkalmazott térrel, kisebb mint 2, akkor a differenciális szuszceptibilitás függvénye a térnek és a saját kölcsönhatásnak, mint a mágneses anizotrópia.
Ha az anyag nem telített, a hatás nemlineáris lesz és függ az anyag domén fal konfigurációjától.

## Szuszceptibilitás a frekvencia tartományban
Amikor váltóáramú mágneses térben mérnek mágneses szuszceptibilitást, akkor ezt AC szuszceptibilitásnak hívják. Az AC szuszceptibilitás (és az ehhez szorosan kapcsolódó „AC permeabilitás”) komplex mennyiségek, és ekkor különféle jelenségek tapasztalhatók (pl. rezonancia), amelyek nem tapasztalhatók állandó-terű szuszceptibilitásnál. Ez különösen így van, amikor a váltóáramú tér merőlegesen hat a mérés irányára, a hatás a ferromágneses rezonancián éri el a csúcsát (ezt transzverzális szuszceptibilitásnak is hívják). Az irodalomban jelenleg ezt a hatást mikrohullámú permeabilitásnak vagy hálózati ferromágneses rezonanciának is hívják. Ezek az eredmények érzékenyek a domén fal konfigurációra és az örvényáramokra.
Ferromágneses rezonancia esetén az AC tér hatását a mágneses térre „paralel pumpálás”-nak is hívják.

## Fordítás
- Ez a szócikk részben vagy egészben  a   Magnetic susceptibility című angol Wikipédia-szócikk ezen változatának fordításán alapul.  Az eredeti cikk szerkesztőit annak laptörténete sorolja fel. Ez a jelzés csupán a megfogalmazás eredetét és a szerzői jogokat jelzi, nem szolgál a cikkben szereplő információk forrásmegjelöléseként.

## Külső hivatkozások
- Introduction to AC Susceptibility